# Manuel Alves Guerra, 1.º Visconde de Santana
Para outras personalidade homónimas, veja Manuel Alves Guerra (desambiguação).
Manuel Alves Guerra, 1.º Visconde de Santana (Lisboa, 4 de Setembro de 1814 — Horta, 25 de Fevereiro de 1895), foi o primeiro Barão de Santana, sendo posteriormente elevado a Visconde, e foi um grande negociante e influente líder político na cidade da Horta, encabeçando o Partido Histórico local em meados do século XIX.

## Infância
Manuel Alves Guerra nasceu em Lisboa, vindo para a ilha do Faial em 1840, ano em que faleceu o seu irmão Rodrigo Alves Guerra (São Nicolau, Lisboa, 1801 — Horta, 30 de Novembro de 1840), contratante da administração dos tabacos. Sucedeu ao irmão no negócio de estanqueiro, fazendo prosperar o negócio, que diversificou para a área da importação e exportação, granjeando grande fortuna.

## Carreira
Para além da sua actividade comercial, dedicou-se à política, militando no Partido Histórico, que liderou no Distrito da Horta e liderando a Associação Comercial da Horta, de que foi um dos fundadores e o primeiro presidente.
Exerceu diversos cargos políticos, entre eles o de presidente da Junta Geral e de governador civil substituto da Horta. Estava no exercício do cargo de governador aquando da passagem do grande furacão de 28 de Agosto de 1893,[carece de fontes?] que causou destruição generalizada nas ilhas do Grupo Central dos Açores. Aquele furacão foi tão violento e os danos foram tão graves, que desencadeou uma generalizada falta de alimentos nas ilhas, à qual Manuel Alves Guerra teve de fazer frente, prestando então relevantes serviços e demonstrando grande generosidade, já que adquiriu à sua custa cereais para distribuir pela população.[carece de fontes?]
Foi agente consular da Bélgica, da Suécia, do Brasil e da Noruega, prestando a todos estes Estados relevantes serviços, razão pela qual era detentor de várias condecorações estrangeiras.[carece de fontes?] Devido à sua participação como alferes no campo liberal durante as campanhas da Guerra Civil Portuguesa, era comendador e cavaleiro da Ordem Militar de Cristo.

## Vida pesoal
Construiu o grande Palacete de Santana na parte alta da cidade da Horta, ao tempo a melhor residência da cidade, sendo afamadas as recepções que nele oferecia. Foi na sua casa que foi recebido o então infante Dom Luís de Bragança (futuro Rei Dom Luís I de Portugal) aquando da sua passagem pela Horta em 1858.[carece de fontes?] Deverá ter impressionado o príncipe, já que logo em 1863 o fez 1.º Barão de Santana (dando como título a invocação do palacete onde morava), elevando-o a Visconde de Santana em 1870.[carece de fontes?]

## Morte e sucessão
Faleceu com 81 anos, sendo considerado pela imprensa da Horta um vulto respeitável e um homem importante que dava honra e crédito ao comércio da nossa praça. O seu funeral foi um evento muito concorrido, tendo grande eco na imprensa da época.
Não tendo filhos, deixou aos seus sobrinhos e sobrinhas, filhos do falecido Rodrigo Alves Guerra, o Palacete de Santana e a sua imensa fortuna.[carece de fontes?] Também foram confirmados nos sobrinhos os títulos de nobiliárquicos de que era detentor: o seu sobrinho Rodrigo Alves Guerra foi o 2.º Barão de Santana e o seu outro sobrinho, Manuel Alves Guerra, o 2.º Visconde de Santana. 